# Frontifissia laevata
Frontifissia laevata är en insektsart som beskrevs av Vitaly Michailovitsh Dirsh 1956. Frontifissia laevata ingår i släktet Frontifissia och familjen gräshoppor. Inga underarter finns listade i Catalogue of Life.